# Schwarzenbach am Wald
Schwarzenbach am Wald är en stad i Landkreis Hof i Regierungsbezirk Oberfranken i förbundslandet Bayern i Tyskland.